# Sawthis
Sawthis — трэш-метал-группа из Терамо, Италия, образованная в 2000 году.
Дебютный альбом группы под названием Fusion был выпущен в 2006 году под лейблом Temple Of Noise Records.
Следующий альбом под названием Egod был выпущен четыре года спустя, в 2010 году. Альбом был выпущен под лейблом Scarlet Records, в качестве продюсера выступил Паоло Ожетти, фронтмен итальянской дэт-метал-группы Infernal Poetry. Стиль вышедшего альбома портал metal.de описал как современный мелодичный дэт-метал. При записи альбома использовались различные экзотические музыкальные инструменты, например ситар во вступлении «Mr. Zero» и шалмей в «Barabba».
Третий альбом под названием Youniverse был выпущен под лейблом Bakerteam Records в 2013 году. Альбом заявлен как концептуальный, его темой является множественное расстройство личности.
Четвёртый альбом под названием Babhell был выпущен под лейблом Mighty Music в 2017 году.

## Дискография

### Студийные альбомы
- 2006 — Fusion (Temple Of Noise Records)
- 2010 — Egod (Scarlet Records)
- 2013 — Youniverse (Bakerteam Records)
- 2017 — Babhell (Mighty Music)

### Демо
- «The Seven Lies» (2001) (demo)
- «Instinct» (2002) (demo)

## Видеография
- «Beyond The Bound» − «Fusion» (2007)
- «Act Of Sorrow» − «Egod» (2011)

## Участники

### Состав
- Alessandro Falà − вокал
- Janos Murri — гитара
- Adriano Quaranta − гитара
- Gaetano Ettorre − бас
- Michele Melchiorre − ударные

### Бывшие участники
- Fanco Topitti − вокал
- Devis Ercole − гитара
- Danilo Cantarini − бас